# Stereopalpus nimius
Stereopalpus nimius är en skalbaggsart som beskrevs av Thomas Casey 1895. Stereopalpus nimius ingår i släktet Stereopalpus och familjen kvickbaggar. Inga underarter finns listade i Catalogue of Life.